# Huapacal 2.ª Sección (Punta Brava)
Huapacal 2.ª Sección (Punta Brava) es una ranchería del municipio de Jalpa de Méndez ubicado en la subregión centro del estado mexicano de Tabasco.

## Geografía
La localidad de Huapacal 2.ª Sección (Punta Brava) se sitúa en las coordenadas geográficas 18°11′51″N 93°10′19″O / 18.197500, -93.171944, a una elevación de 5 metros sobre el nivel del mar.

## Demografía
Según el Conteo de Población y Vivienda 2020, efectuado por el Instituto Nacional de Estadística y Geografía, la localidad de Huapacal 2.ª Sección (Punta Brava) tiene 1,982 habitantes, de los cuales 969 son del sexo masculino y 1,013 del sexo femenino. Su tasa de fecundidad es de 2.33 hijos por mujer y tiene 515 viviendas particulares habitadas.
| Gráfica de evolución demográfica de Huapacal 2.ª Sección (Punta Brava) entre 1970 y 2020 |
|                                                                                          |
| INEGI.                                                                                   |